# Liste des épisodes de Kamichu!
 (février 2025).
Si vous disposez d'ouvrages ou d'articles de référence ou si vous connaissez des sites web de qualité traitant du thème abordé ici, merci de compléter l'article en donnant les références utiles à sa vérifiabilité et en les liant à la section « Notes et références ».
Cet article présente la liste des épisodes de l'anime Kamichu!.
Le nombre d'épisodes diffusés à la télévision et dans les DVD est différent : 12 contre 16. Les épisodes diffusés à la télévision et leur numéro sont indiqués entre parenthèses dans la liste ci-dessous.

## Épisodes
| No | Titre français                       | Titre japonais               | Titre japonais                 | Date de 1re diffusion |
| No | Titre français                       | Kanji                        | Rōmaji                         | Date de 1re diffusion |
| --- | ------------------------------------ | ---------------------------- | ------------------------------ | --------------------- |
| 01 (1) | La méchanceté de l’adolescence       | 青春のいじわる               | Seishun no Ijiwaru             | 28 juin 2005          |
| Yurie annonce à son amie Mitsue qu’elle est devenue une déesse pendant la nuit. Avec l’aide de Matsuri elles essaient de savoir quel genre de déesse elle est. Yurie utilise le KAMICHU pour la première fois et provoque un typhon qu’elle va tenter d’arrêter. |                                      |                              |                                |                       |
| 02 (2) | S’il te plaît déesse!                | 神様お願い                   | Kami-sama Onegai               | 5 juillet 2005        |
| Matsuri veux faire de Yurie la déesse du sanctuaire Raifuku mais Yashima-sama le dieu local a disparu et Yurie par à sa recherche dans le monde des dieux. |                                      |                              |                                |                       |
| 03 (3) | Oh non, c’est pas ce que je voulais! | そんなつもりじゃなかったのに | Sonna Tsumori ja Nakatta no ni | 12 juillet 2005       |
| Tama la chatte de Yurie a disparu. En plus, le dieu de la pauvreté Bin-chan a fait son apparition en ville et sème la malchance partout. On découvre que Bin-chan a pris possession du corps de Tama. |                                      |                              |                                |                       |
| 04 (4) | La détresse de la Terre              | 地球の危機                   | Chikyū no Kiki                 | 26 juillet 2005       |
| L’association des dieux a envoyé à Yurie 3 esprit appelé équipe Shiawase pour l’aider avec ses prières. De plus, le Premier Ministre a demandé de l’aide à Yurie car un extraterrestre a atterri au Japon. |                                      |                              |                                |                       |
| 05 (5) | C’est horrible d'être toute seule    | ひとりぼっちは嫌い           | Hitori Bocchi wa Kirai         | 2 août 2005           |
| Yurie a attrapé un rhume et tout son entourage se fait des soucis. |                                      |                              |                                |                       |
| 06 (6) | Une faible résolution                | 小さな決心                   | Chiisa na Kesshin              | 9 août 2005           |
| Yurie a eu une mauvaise moyenne à son examen et Matsuri décide d’organiser une séance de conseil amoureux pour les filles. Une filles prénommé Kiyomi vient dire à Yurie qu’elle est tombée amoureuse de Kenji. |                                      |                              |                                |                       |
| 07 (7) | Les amoureux du soleil               | 太陽の恋人たち               | Taiyō no Koibito-tachi         | 23 août 2005          |
| Yurie, Mitsue et Matsuri veulent aller à la plage mais il y a trop de monde alors elles décident d’aller dans une crique abandonnée qu’elles connaissent. Il se met à pleuvoir et elles décident de se réfugier dans un café abandonné appelé « La Brise Marine » . À son retour Yurie apprend qu’elle est invitée à une fête en son honneur à l’assemblée des dieux. |                                      |                              |                                |                       |
| 08 | Temps sauvages                       | 野生時代                     | Yasei Jidai                    | N/A                   |
| Les chats de la ville se comportent bizarrement et attaquent les gens sans raison apparente. En fait, c’est un Nekomata, un esprit, qui a pris le pouvoir au sein de la communauté des chats. |                                      |                              |                                |                       |
| 09 (8) | À travers la rivière du temps        | 時の河を越えて               | Toki no Kawa o Koete           | 30 août 2005          |
| Kenji rend service un vieil homme nommé Gen-san mais ce dernier a un accident. Kenji, ainsi que Yurie, Mitsue et Matsuri, décident de rester auprès de lui pour l’aider et Gen-san leur raconte alors son histoire en tant que matelot sur le « Yamato », un vieux navire de guerre.                                                                                  |                                      |                              |                                |                       |
| 10 (9) | A toi de décider                     | 君に決定                     | Kimi ni Kettei                 | 6 septembre 2005      |
| L’élection du président du conseil des élèves arrive et Matsuri décide de présenter Yurie comme candidate et de mener sa campagne face à Nishimura Ukaru qui ne compte pas se laisser faire. |                                      |                              |                                |                       |
| 11 | Leur amour nous manque               | 恋は行方不明                 | Koi wa Yukue Fumei             | N/A                   |
| Miko et Shoukichi se sont enfuis. Leurs familles pensent qu’ils ont fait une fugue. |                                      |                              |                                |                       |
| 12 (10) | L’aventure mystérieuse               | ふしぎなぼうけん             | Fushigi na Bōken               | 13 septembre 2005     |
| Yurie est transférée pendant un mois à Izumo car elle doit assister à la réunion annuelle des dieux qui s’y déroule. |                                      |                              |                                |                       |
| 13 | Fais ce que tu veux                  | やりたい放題                 | Yaritai Hōdai                  | N/A                   |
| C’est bientôt Noël. Matsuri, qui déteste cette fête, veut la remplacer par une fête en l’honneur de Yurie, organisée par le temple Raifuku. Elle en fait la propagande en ville mais les commerçants ne sont pas contents, y voyant une baisse de leur chiffre d’affaires pour cette période.                                                                         |                                      |                              |                                |                       |
| 14 (11) | Message aux couleurs rêveuses        | 夢色のメッセージ             | Yume Iro no Messēji            | 20 septembre 2005     |
| Après son travail du Nouvel An, Yurie est restée toute la journée couchée sous le kotatsu à ne rien faire. Elle attend désespérément la carte de vœu de Kenji qu'elle n'a toujours pas reçu, alors que ses amis, si. |                                      |                              |                                |                       |
| 15 (12) | Une petite étape                     | 小さな一歩で                 | Chiisa na Ippo de              | 27 septembre 2005     |
| Alors que la Saint Valentin approche, Yurie se décide finalement à faire des chocolats pour Kenji et devra lui déclarer ses sentiments pour qu'il comprenne. Toutes les filles de la classe se mettent à l'aider pour la remercier de ce qu'elle fait pour eux. |                                      |                              |                                |                       |
| 16 | Regarde, le printemps arrive ?       | ほらね、春が来た             | Hora ne, Haru ga Kita          | N/A                   |
| Mitsue est venue chercher Yurie pour qu'elles aillent aider Matsuri à ranger le temple Raifuku. Peu de temps après, Kenji arrive aussi pour les aider et se fait subtiliser son pinceau par un chien. Yurie et lui se mettent donc à sa poursuite. |                                      |                              |                                |                       |